# 藤浩志
藤 浩志（ふじ　ひろし、1960年 - ）は、日本の美術家、アーティスト、ディレクターである。秋田公立美術大学美術学部アーツ＆ルーツ専攻および秋田公立美術大学大学院複合芸術研究科教授。金沢美術工芸大学客員名誉教授。株式会社藤スタジオ代表取締役。NPO法人アーツセンターあきた理事長。NPO法人プラスアーツ副理事長。
2014年から2016年まで十和田市現代美術館の館長を務めた。青年海外協力隊員としてパプアニューギニアに派遣され美術を教える。この時の体験と、また国際協力の場で議論される適正技術は、その後の芸術活動に影響を与えた。また自身の芸術活動を「OS作品」と呼び、アートワーク『かえっこ』をライフワークとして取り組んだ。

## 来歴
鹿児島県鹿児島市生まれ。家は大島紬を商っていた。
1979年、鹿児島県立甲南高等学校卒業し、京都市立芸術大学美術学部染織科に入学した。
大学在学中は、劇団「座・カルマ」を仲間と共に結成し演劇活動を行う。また仏像やそれが安置されている寺の公共空間としての時代背景に関心を持った。1983年、京都市立芸術大学大学院美術研究科に進む。
1986年より青年海外協力隊に参加。派遣先はパプアニューギニアであり、パプアニューギニア国立芸術大学で講師を務め、素描や染色、彫刻などを指導した。パプアニューギニアの村でよく見かけた貧相な「ヤセ犬」が、年に数回の儀式のときの狩りで獲物である野生の豚を追いかけるときに豹変してエネルギッシュに走る姿に強い感銘をうけ、後の活動に大きな影響を与えた。
1988年、日本に帰国し、土地再開発業者に就職した、ついで都市計画事務所に転じた。都市計画コンサルタントとして働いていたときに、国際協力での食料援助の方向性について意見が衝突した。このとき対立した意見への批判として、藤は自分の給料1ヶ月分で米を1トン購入し、水戸芸術館現代美術センターに敷き詰め「お米の砂漠、犬のおしっこ」という作品を作る。この翌1992年、腐りかけた米からカエル型のオニギリをつくって敷き詰めた「2025蛙の池のシンポジウム」を発表。
1992年、個人事務所を開き、本格的に表現活動を開始した。鹿児島に戻り、実家を改造してパブリックアートとしてのカフェ経営を始める。1993年の夏の豪雨（平成5年8月豪雨）による水害被害で、甲突川五石橋の保存が問題となる。藤もこの保存活動に参加し、「かえるのキャンペーン」を展開した。
1997年、福岡県に家族と移住。2000年から玩具の交換から子供のさまざまな活動を行うプラットフォームである『かえっこ』を始めた。
2012年から、十和田市現代美術館副館長に就任し、2014年からは十和田市現代美術館館長、また同年、秋田公立美術大学教授に就任した。

## 主張および作風

### OS作品
藤は、青年海外協力隊のパプアニューギニアでの活動で、普段何の役にも立っていない痩せた野良犬が、野豚狩りの祭りでは打って変わって全力で駆け回る姿に変貌する光景に衝撃をうけた。この痩せた犬に価値観を見出した藤は「社会的に認められていない価値観を表現することで強度を与え、意識として立ち上げる」ことを表現活動の基本に据えることになった。
それ以後、藤は「社会を素材として作品を制作する」という課題を自分に課してきたと述べ、インスタレーション、書籍出版、カフェ経営、パフォーマンスなど周囲を巻き込みながら多様な表現活動を行うようになった。そしてそのような活動をコンピュータのオペレーティングシステムにたとえて「OS作品」と呼んだ。藤は、「地域や観衆に積極的な関係をつくり出す必要がある場合、この手法が有効なのではないか。またOS自体も個人の作品として成立する」とOS作品の意義を語っている。

### プランタレーション
「プラント」と「インスタレーション」を掛けあわせた藤の造語である。藤によれば「ある地域やコミュニティを『土壌(プラント)』として捉え、ここで展開される表現活動(インスタレーション)を植物の苗として捉える。植物が水や光を必要とするように、表現活動もまた関心、興味、批判によって育つ。仮に、表現活動が枯れてしまっても養分が土に戻ると考えれば、『無駄な表現活動はない』といえるのではないか」と主張した。

### 適正技術
もともとは青年海外協力隊のときに学んだ概念で、それを藤が勝手に解釈して、表現活動を行う手段として「地域」「適性技術」「協力」というキーワードを設定した。最先端や根源への追求に溺れることなく、自分自身や周囲の日常に存在する適正な技術をしっかりと見定めて表現を生み出すことを指す言葉として使った。

## 主な作品・プロジェクト

### アートプロジェクト／インスタレーション
- 『鴨川泳いだこいのぼり』(アートネットワーク'83出品作品　京都三条鴨川内 1983年)
- 『ナマズの群像建設未定地』(千葉県我孫子市手賀沼空き地　 1984年)
- 『ゴジラとハニワの結婚離婚問題』(京都市美術館、東京芸術大学展示室、京都市立芸術大学展示室、ギャラリーK他 1984年)
- 『カメハニワの棲む島』(多摩美術大学展示室　1985年)
- 『松の木の憂鬱』(京都上桂1-115、横浜市民ギャラリー 1985年)
- 『戦闘機を牽くヤセ犬の群像』(パプアニューギニア国立博物館（英語版） 1988年)
- 『ヤセ犬の散歩』(ハラ・ミュージアム・アーク、東京ビッグサイト、福岡天神地区他 1989年〜)
- 『お米の砂漠・犬のおしっこ』(東京文京区Fhファクトリエ・水戸芸術館現代美術センター 1991年)
- 『2015蛙の池シンポジウム』(青山スパイラルガーデン 1992年)
- 『さよなら蛙達』(芦屋市美術博物館 1993年)
- 『カエルのキャンペーン』(高松市美術館、倉敷市立美術館、福岡市美術館、世田谷美術館、鹿児島市立美術館 1994年)
- 『ながれの観察（101匹のヤセ犬の散歩）』(1995年)
- 『空を覆うカイト』（広島県灰塚地区、パキスタン・ラホール国立芸術大学　1996年）
- 『公庭は素晴らしい・博多灯明』（福岡市旧御供所小学校　1998年）
- 『サイクルリキシャ』(インド・モディナガル市街　1998年)
- 『Vinyl Plastics Connection』(箱根彫刻の森美術館　1999年)
- 『バクの夢』(茨城県水戸芸術館2000年)
- 『Vinyl Plastics Connection』(アメリカ・サンディエゴ美術館（英語版）、韓国・釜山市立美術館、台湾・台北當代藝術館、茨城県水戸芸術館他　2000年〜)
- 『Kaekko』(山梨県立美術館、金沢21世紀美術館他全国3000箇所以上 2000年〜)
- 『イザ！　カエルキャラバン』(兵庫、新潟、宮崎、東京、インドネシア・他各所 2005年〜)
- 『Kaeru System』(アメリカ・サイトサンタフェビエンナーレ出品、水都大阪中之島公園 2008年)
- 『Happy Forest』（水戸芸術館 2008年)
- 『藤島八十郎をつくる』(瀬戸内国際芸術祭出品・豊島 2010年)
- 『Toy Saurus』 (アーツ千代田3331、六本木アートナイト他 2010年)
- 『飛龍』 (博多駅、大阪中之島公園他 2011年)
- 『セントラルカエルステーション』 (アーツ千代田3331 2014年)
- 『超藝術學校』 (鹿児島県霧島アートの森 2015年)
- 『Happy Paradies?』 (金沢21世紀美術館 2015年)
- 『Jurassic Plastic』 (シドニーフェスティバル（英語版）出品　シドニータウンホール 2018年)

### 個展
- 『藤浩志の美術展　セントラルかえるステーション　～なぜこんなにおもちゃが集まるのか？～』(3331 Arts Chiyoda、2012年)

### アートワーク
- 『かえっこ』(2000年〜)

## 受賞
- 第2回ジャパン・アート・スカラシップ・グランプリ(1992年)

## 主な著作

### 論文・解説
- 「十和田市現代美術館を核とした十和田市の環境芸術に関する一連の取り組み」『環境芸術 : 環境芸術学会論文集』第12号、環境芸術学会、2013年10月26日、31-35頁、NAID 110009804377。

### 著書
- 藤浩志『お米のカエル物語』アートダイジェスト、1995年。ISBN 978-4900455252。
- 藤浩志『藤浩志のかえるワークショップ』3331 Arts Chiyoda、2012年。ISBN 978-4-9906563-0-0。
- 藤浩志、AAFネットワーク 著、影山裕樹 編『地域を変えるソフトパワー アートプロジェクトがつなぐ人の知恵、まちの経験』青幻舎、2012年12月25日。ISBN 978-4-86152-377-9。
- 藤浩志『思索雑感/image trash』東京都歴史文化財団東京文化発信プロジェクト室、2015年。 NCID BB1996620X。